# ローマの謝肉祭 (序曲)
序曲『ローマの謝肉祭』（ローマのしゃにくさい、フランス語：Le Carnaval Romain）作品9は、フランスの作曲家エクトル・ベルリオーズが1844年に作曲した管弦楽曲である。ベルリオーズの序曲の中では今日最も頻繁に演奏されている。
なお、この作品は単独の演奏会用序曲であり、「ローマの謝肉祭」というオペラは存在しない。

## 作曲の経緯・初演
1838年に初演されたオペラ『ベンヴェヌート・チェッリーニ』は失敗に終わったが、ベルリオーズは自身の作品に対する愛着から、このオペラより主要な旋律を引用して単独の管弦楽曲へと編集するアイディアが浮かんだ。
オペラからはアリアの主題と「ローマの謝肉祭」の主題が引用された。新たな管弦楽曲の名前は後者の旋律の名前から「ローマの謝肉祭」に決定した。
1844年に行われた初演は成功し、それ以降ベルリオーズの代表的な管弦楽曲の1つとして知られている。日本初演は「幻想交響曲」のそれに先立つこと13年、1916年5月27日に行われた。グスタフ・クローン指揮、東京音楽学校の管弦楽団による。

## 編成
- フルート　2
- オーボエ　2（コーラングレ持ち替え1）
- クラリネット　2
- ファゴット　4（2パート倍管指定）
- ホルン　4
- トランペット　2
- コルネット　2
- トロンボーン　3
- 打楽器
  - シンバル
  - タンブリン
  - トライアングル
  - ティンパニ
- 弦五部
  - 第1ヴァイオリン
  - 第2ヴァイオリン
  - ヴィオラ
  - チェロ
  - コントラバス

## 曲の構成
「謝肉祭」の主題による序奏ののち、コーラングレがアリアの主題を穏やかに演奏する。アリアの主題が変奏されたあと、舞台は「謝肉祭」に転じる。その後、再びアリアの主題が顔をのぞかせながら、クライマックスに達する。